# Ставрос (Солун)
Ставрос (грч. Σταυρός) је летовалиште и седиште општине Бешичко Језеро у округу Солун у Грчкој.
Седиште је општине Бешичко Језеро и истовремено центар је бивше општине Рендине, која је сада једна од општинских јединица у оквиру општине Бешичко Језеро, у округу Солун, удаљен од Солуна око 70 km. 
Ставрос је подигнут после 1922. године. Населиле су га грчке избегличке породице из Турске, којих је на попису из 1928. године било 1.148. Према попису из 2021. у насељу је било 3.262 становника док је 2011. забележено је 3.672 становника. Подручје Ставроса обухвата површину од 16,5 km².
Насеље се налази на обалама Егејског мора у Струмичком заливу (Strimoni), недалеко од познатих летовалишта Нова Врасна и Аспровалта. 
Место се одликује: благом климом, пешчаном плажом, парком и малом луком. 
Основне привредне делатности су туризам и трговина на мало. У граду има доста: продавница, кафића, таверни, рибљих ресторана и клубова.
У близини Ставроса се налазе брегови обрасли густим шумама.

## Галерија Ставрос 2022. година
- Центар део парка
- Уличица
- Игралиште у центру близу мора
- Спортски терен
- Један од кафеа